# Forte de São Teodósio da Cadaveira
O Forte de São Teodósio, também conhecido como Forte de São João ou Forte da Cadaveira, localiza-se sobre a Praia da Poça tendo do lado norte a Avenida Marginal, em São João do Estoril, na freguesia de Cascais e Estoril, no Município de Cascais, na Área Metropolitana de Lisboa.
Integrava uma série de fortificações marítimas levadas a cabo durante o período da Restauração da Indepenência, de forma a proteger toda a costa desde a Torre de Belém, em Lisboa, até ao Cabo da Roca, em Sintra, evitando possíveis desembarques inimigos. Juntamente com o forte de São Pedro, a sua construção iniciou-se em abril de 1642, sendo concluída no ano seguinte. A sua localização permitia o uso de fogo cruzado em conjunto com o Forte de Santo António, de modo a proteger a Praia da Poça. Foi batizado em honra do príncipe D. Teodósio, Duque de Bragança, primogénito de João IV de Portugal, tendo sido conhecido ainda como Forte d’Assubida, por se localizar no alto da rampa da Cadaveira.
Foi classificado como Imóvel de Interesse Público através do Decreto nº 129 de 29 de Setembro de 1977.

## Caracterização
Erguido então à margem da foz da ribeira da Cadaveira, sobranceiro à praia da Poça, a sua construção foi comandada por António Luís de Meneses, 1.º Duque de Marialva. A sua disposição é semelhante à das restantes fortificações de pequenas dimensões então erigidas, com uma planta quadrangular, dividida em dois espaços retangulares que correspondiam à bateria, com parapeito e virada ao mar, e aos alojamentos, sobre o qual se dispunha o terraço, parapeito para tiro de fuzil, pelo lado de terra. Estes concentram-se numa edificação abobadada e dividiam-se subsequentemente em três dependências, das quais a central formava o pátio a partir donde se acedia aos quartéis e ao paiol, dispostos lateralmente.

## História
O forte, com origens seiscentistas, era originalmente protegido por uma cortina de trincheiras, e nos finais do século XVII esta linha defensiva foi reforçada com uma cortina exterior. No século XVIII foram construídas três guaritas em três dos ângulos do forte. Mais tarde nesse mesmo século é relatado que o forte se encontra em ruínas, porém em 1805 serviria de abrigo para as tropas que tentavam impedir o desembarque de navios devido à cólera. Durante a Guerra Civil Portuguesa, o forte volta a ganhar relevância, tendo sido restaurado em junho de 1831.

Em 1843, após perder as suas funções defensivas, foi doado à Santa Casa da Misericórdia de Cascais. Mais tarde, em 1942, a construção da Estrada Marginal obriga à demolição de alguns dos parapeitos do forte, sendo depois disso entregue à Guarda Fiscal, que se manteve responsável pelo imóvel até ao século XXI.

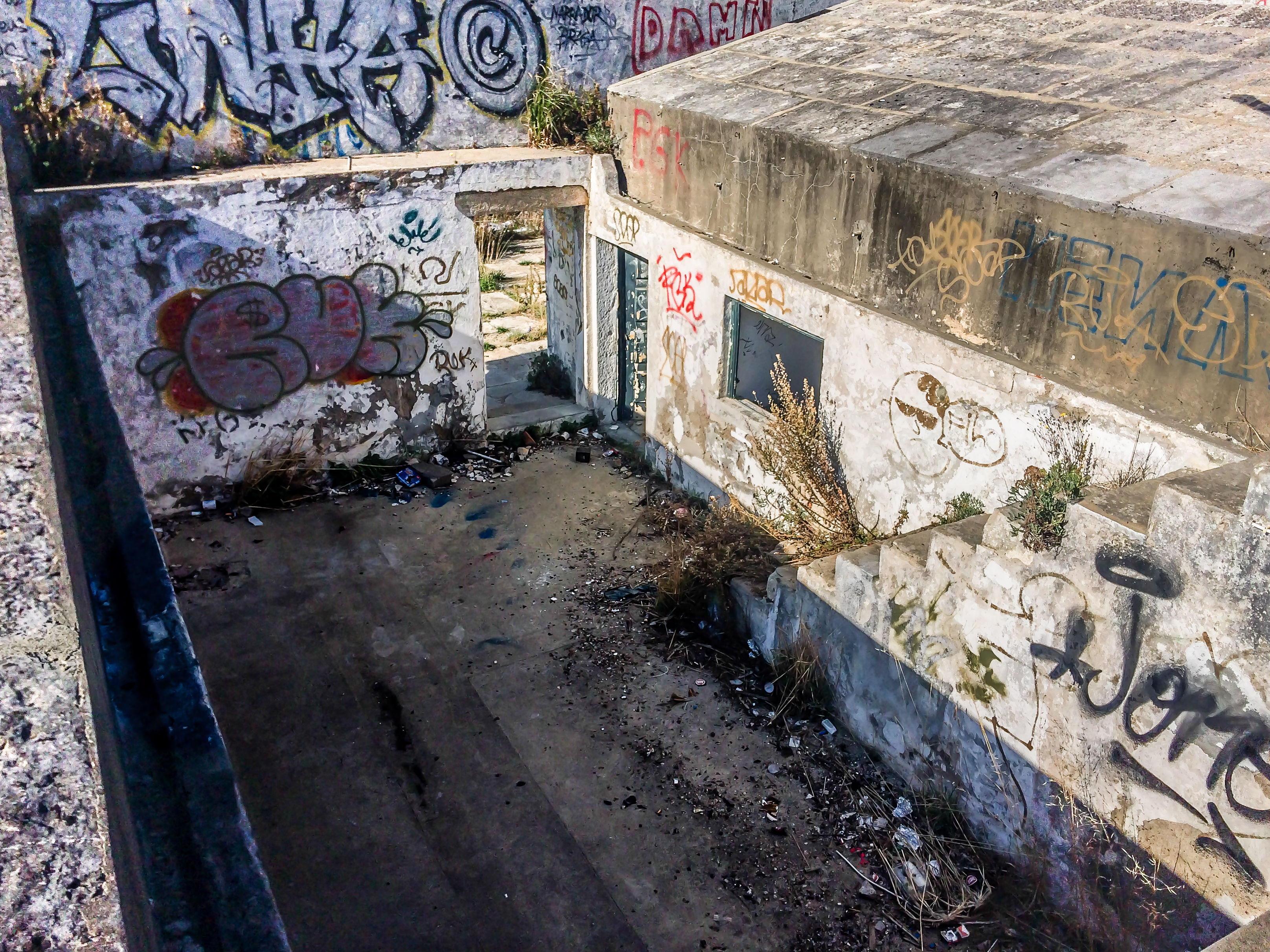
Interior do forte em 2017.

A edificação, atualmente mal conservada, passou para a posse da Câmara Municipal de Cascais em 2003, com projeto para a sua requalificação e aproveitamento como casa de chá e áreas expositivas com conclusão prevista em Outubro de 2006. Em 2023, o forte encontrava-se em ruínas.